# Holomelina costata
Holomelina costata är en fjärilsart som beskrevs av Richard Harper Stretch 1885. Holomelina costata ingår i släktet Holomelina och familjen björnspinnare. Inga underarter finns listade i Catalogue of Life.